# Claude Lessard
Claude Lessard est un sociologue, professeur et administrateur québécois. Il est actuellement président du conseil d'administration du Centre de transfert pour la réussite éducative du Québec. Entre 2011 et 2015, il fut le président du Conseil supérieur de l’éducation du Québec. Il a auparavant occupé au cours de sa carrière à la Faculté des sciences de l'éducation de l'Université de Montréal les postes de doyen, de professeur en sociologie de l'éducation, de directeur de programmes, et de vice-doyen à la recherche. Il a aussi œuvré en tant que directeur (fondateur) du LABRIPROF/CRIFPE-Montréal (Laboratoire de recherche et d'intervention portant sur les politiques et les professions en éducation), codirecteur et membre du Bureau de direction du Centre de recherche interuniversitaire sur la formation et la profession enseignante (CRIFPE), ainsi que titulaire de chaires de recherche sur les métiers de l'éducation à l'Université de Montréal.

## Biographie
Après avoir complété des études doctorales en éducation à l’Ontario Institute for Studies in Education (OISE) de l’Université de Toronto (1975), Claude Lessard est arrivé à l’Université de Montréal, où il a exercé diverses fonctions : professeur, directeur de programmes, vice-doyen aux études (1981-1985), et même doyen (1991-1995). Il a exercé les fonctions de directeur du Laboratoire de recherche et d'intervention portant sur les politiques et les professions en éducation (LABRIPROF, un des trois laboratoires au fondement du CRIFPE), de la faculté des sciences de l'éducation de l'Université de Montréal pendant une douzaine d’années. Il a été également responsable du doctorat en sciences humaines appliquées de la Faculté des études supérieures de l'Université de Montréal. De plus, Claude Lessard a été titulaire de la Chaire senior de recherche du Canada sur le personnel et les métiers de l’éducation (2001-2008), et de la Chaire de recherche de l’Université de Montréal sur les métiers de l’éducation (2008-2011).
Par ailleurs, en 1997, Claude Lessard a aussi agi en tant que chroniqueur en éducation pour le journal Le Devoir. Dans ses chroniques, il analysait le milieu éducatif québécois qui vivait alors une réforme enclenchée par le rapport de la Commission des États généraux sur l'éducation, en évaluant notamment les conséquences de la réforme curriculaire sur les programmes de formation des maîtres et la possible création d'un ordre professionnel pour les enseignants.
En septembre 2011, il a été nommé président du Conseil supérieur de l’éducation du Québec (CSE) pour un mandat de quatre ans. Jusqu'à son départ en novembre 2015, le Conseil aura publié 15 avis et rapports, mené plusieurs études et consultations en plus d'avoir célébré les 50 ans de l'organisation avec la parution d'une brochure retraçant l'histoire et le rôle du CSE.
En octobre 2016, il est nommé président du conseil d'administration du Centre de transfert pour la réussite éducative du Québec (CTREQ).

### Expertise
Le Pr Lessard est un des chercheurs les plus connus en sciences de l’éducation au Québec, au Canada, voire dans l’ensemble de la Francophonie. Son expertise scientifique a été reconnue par plusieurs prix et participations à divers comités scientifiques nationaux et internationaux. Il a également collaboré à de nombreux projets internationaux, notamment en Haïti, au Cameroun, au Sénégal, en République du Congo, en Guinée, au Mexique, en Suisse, en France et en Belgique. Il est également membre de comités de rédaction et de lecture au sein de plusieurs revues scientifiques en sciences de l'éducation telles que Savoirs, Carrefours de l’Éducation, Politiques d’éducation et de Formation, Éducation et Sociétés, Recherche et Formation, Revue française de pédagogie, travail et apprentissage, Éducation comparée, Télescope, et la Revue des sciences de l’éducation (Québec). Enfin, il est aussi membre du conseil scientifique de l’Association mondiale des sciences de l’éducation (AMSE).

#### Titres honorifiques
- 2018    -  Membre émérite de l'Ordre d'excellence en Éducation du Québec
- 2017-1018 - Médaille d'or, Ordre du Mérite de la Fédération des Commissions scolaires du Québec, pour la contribution exceptionnelle à l'avancement du système public d'éducation
- 2017    -  Doctorat d'honneur en Éducation remis par l'université de Sherbrooke, en raison de son apport exceptionnel au développement des connaissances ainsi que de sa contribution marquante à son domaine d'expertise.
- 2001 -  Membre de l'Académie des sciences sociales (Société royale du Canada)

#### Prix
- 2000 - Prix « Reconnaissance » de l’ADEREQ (Association des doyens et directeurs d’éducation du Québec) pour sa contribution au développement de l’enseignement et de la recherche en éducation. Prix remis dans le cadre du 13e congrès de l’Association Mondiale des Sciences de l’Éducation à Sherbrooke.
- 1998 - Prix Allard/Audet pour le meilleur ouvrage en fondements de l'éducation au Canada (philosophie, histoire et sociologie) décerné par l'Association canadienne des chercheurs en éducation de la SCEE/CSSE en 1998 pour l'ouvrage Lessard, C. et Tardif, M. (1996). La profession enseignante au Québec 1945-1990. Histoire, système et structures. Montréal: Presses de l’Université de Montréal.
Tardif, M. et Lessard, C. (1999). Le travail enseignant au quotidien. Contribution à l’étude du travail dans les métiers et les professions d’interactions humaines. Préface de François Dubet. Europe : De Boeck, 585 p. Ouvrage couronné par une bourse à l’édition savante du Conseil canadien de la recherche en sciences humaines et sociales, 1998. Finaliste au concours de la Fédération canadienne des sciences sociales pour le meilleur ouvrage francophone au Canada.
- 1995 - Prix Léo Guindon décerné par l’Alliance des professeurs de Montréal pour sa contribution à la valorisation de la profession enseignante.

#### Publications
- Doray, P. & C. Lessard (sld). 50 ans d’éducation au Québec. Qc : PUQ. 2016. 278 p.
- Lessard, C. & A. Carpentier. Politiques éducatives, la mise en œuvre. Paris, PUF, coll. Éducation et société. Ce livre a été traduit en portugais/brésilien : Politicas Educativas, a aplicaçao na pratica. Petropolis, Editora Vozes. 2015. 208 p.
- Lessard, C., D. Demazière, J. Morrissette (2013). Métiers de relation et nouvelle gestion publique, numéro thématique de la revue Éducation et sociétés, revue internationale de sociologie de l’Éducation, 32, 2. 221 p.
- Étienne, R., Altet, M., Lessard, C., Paquay, L., Perrenoud, P. (sld). L’université peut-elle vraiment former des enseignants ? Quelles tensions ? Quelles modalités ? Quelles conditions ? Paris, De Boeck, coll. perspectives en éducation et Formation. 2009. 264 p.
- Lessard, C. La Universidad Y La Formacion Profesional de Los Docentes, Mexico, Presses de l’université de la Guadalajara. 2008.
- Philippe Perrenoud, Marguerite Altet, Claude Lessard et Léopold Paquay, Conflits de savoirs en formation des enseignants : entre savoirs issus de la recherche et savoirs issus de l’expérience, Bruxelles, De Boeck Université, coll. « Perspectives en éducation et formation », 2008, 276 p. (ISBN 978-2-8041-5635-0 et 2-8041-5635-4, lire en ligne)
- Claude Lessard et Philippe Meirieu, L'obligation de résultats en éducation : évolutions, perspectives et enjeux internationaux (2e édition), Bruxelles, De Boeck Université, coll. « Perspectives en éducation et formation », 2008, 327 p. (ISBN 978-2-8041-5908-5, lire en ligne)
- Gabriel Gosselin et Claude Lessard, Les deux principales réformes de l’éducation du Québec moderne : témoignages de ceux et celles qui les ont initiées, Québec, Presses de l'Université Laval, 2007, 475 p. (ISBN 978-2-7637-8583-7)
- Yves Lenoir, François Larose et Claude Lessard, Le curriculum de l'enseignement primaire : regards critiques sur ses fondements et ses lignes directrices, Sherbrooke, Éditions du CRP, 2005, 421 p. (ISBN 2-89474-047-6)
- Maurice Tardif et Claude Lessard, La profession d'enseignant aujourd'hui : évolutions, perspectives et enjeux internationaux, Québec, Presses de l'Université Laval, 2004, 313 p. (ISBN 2-7637-8034-2, lire en ligne)
- Claude Lessard et Francine Vaniscotte, Nouveaux profils des métiers de l'enseignement, Bruxelles, De Boeck, coll. « Politiques d'éducation et de formation », 2002, 117 p. (ISBN 2-8041-3880-1)
- Maurice Tardif et Claude Lessard, Le travail enseignant au quotidien : contribution à l'étude du travail dans les métiers et les professions d'interactions humaines, Québec, Presses de l'Université Laval, 1999, 575 p. (ISBN 2-7637-7653-1, lire en ligne)
- Maurice Tardif, Claude Lessard et Clermont Gauthier, Formation des maîtres et contextes sociaux : perspectives internationales, Paris, Presses universitaires de France, 1998, 290 p. (ISBN 2-13-049116-2)
- Claude Lessard et Maurice Tardif, La profession enseignante au Québec, 1945-1990, Montréal, Presses de l'Université de Montréal, 1996, 323 p. (ISBN 2-7606-1680-0)
- Claude Lessard, Madeleine Perron, Pierre W. Bélanger, La Profession enseignante au Québec : enjeux et défis des années 1990, Québec, Institut québécois de recherche sur la culture, 1991, 241 p. (ISBN 2-89224-166-9)
- Manuel Crespo et Claude Lessard, Éducation en milieu urbain, Montréal, Presse de l'Université de Montréal, 1985, 458 p. (ISBN 2-7606-0719-4)
- Guy Pelletier et Claude Lessard, La population québécoise face à la restructuration scolaire, Montréal, Guérin, 1982, 214 p. (ISBN 2-7601-0796-5)

Le CRIFPE dresse une liste plus exhaustive des publications de Claude Lessard.